# Serginho
Sérgio Cláudio dos Santos (normalt kendt som Serginho) (født 27. juni 1971 i Nilópolis, Brasilien) er en tidligere brasiliansk fodboldspiller, der spillede som venstre back eller alternativt kant. Han var på klubplan primært tilknyttet AC Milan i Italien, hvor han spillede otte sæsoner, og blandt andet var med til at vinde et italiensk mesterskab og to Champions League-titler. Han var også tilknyttet flere klubber i hjemlandet, blandt andet Flamengo, Cruzeiro og São Paulo.
Serginho spillede i årene mellem 1998 og 2001 ti kampe for Brasiliens landshold, hvori han scorede ét mål. Han deltog ved Confederations Cup 1999, hvor brasilianerne sluttede på andenpladsen.

## Titler
Serie A
- 2004 med AC Milan

Coppa Italia
- 2003 med AC Milan

UEFA Champions League
- 2003 og 2007 med AC Milan

VM for klubhold
- 2007 med AC Milan

UEFA Super Cup
- 2003 og 2007 med AC Milan